# Amauromyza angulicornis
Amauromyza angulicornis är en tvåvingeart som beskrevs av Zlobin 1997. Amauromyza angulicornis ingår i släktet Amauromyza och familjen minerarflugor. Inga underarter finns listade i Catalogue of Life.